# Delia coarctoides
Delia coarctoides är en tvåvingeart som beskrevs av Verner Michelsen 2007. Delia coarctoides ingår i släktet Delia och familjen blomsterflugor.
Artens utbredningsområde är Danmark. Arten är reproducerande i Sverige. Inga underarter finns listade i Catalogue of Life.